# 古羅馬醫學
古羅馬醫學是一種傳統醫學，它深受古希腊医学的影响。古罗马医学分为眼科学和泌尿外科等醫學專科。醫院是古羅馬醫學的成就之一。蓋倫、凱爾蘇斯、阿斯克莱皮亚德斯是古羅馬醫學中比較知名的醫生。